# Novoriàmova
Novoriàmova (en rus: Новорямова) és un poble de l'óblast de Tiumén, a Rússia, que en el cens del 2010 tenia 124 habitants.